# جيمس مايكلز
جيمس مايكلز (بالإنجليزية: James Michaels) هو صحفي أمريكي، ولد في 17 يونيو 1921 في نيويورك في الولايات المتحدة، وتوفي في 2 أكتوبر 2007 بسبب ذات الرئة.

## وصلات خارجية
- جيمس مايكلز على موقع إن إن دي بي (الإنجليزية)